# 徐立綱
徐立綱（?—?），浙江省紹興府上虞縣人，清朝政治人物。进士出身。
乾隆四十年（1775年），登进士，授翰林院编修、改任安徽学政。